# Abatus
Abatus là một chi cầu gai thuộc họ Schizasteridae.
Các loài thuộc chi này được tìm thấy ở châu Nam Cực và cực nam châu Mỹ.
Loài:
- Abatus agassizii Pfeffer, 1889
- Abatus beatriceae (Larrain, 1986)
- Abatus cavernosus (Philippi, 1845)
- Abatus cordatus (Verrill, 1876)
- Abatus curvidens Mortensen, 1936
- Abatus ingens Koehler, 1926
- Abatus kieri McKinney, McNamara & Wiedman, 1988
- Abatus koehleri (Thiéry, 1909)
- Abatus nimrodi (Koehler, 1911)
- Abatus philippii Lovén, 1871
- Abatus shackletoni Koehler, 1911